# Volta à Polónia de 2010
A 67.ª edição da Volta à Polónia, disputada de 1 a 7 de agosto de 2010, contou com um percurso de 1 256,5 km distribuídos em sete etapas, desde Sochaczew e até Cracóvia.
A corrida fez parte do UCI World Ranking de 2010 como corrida UCI ProTour.
O vencedor final foi Daniel Martin da Garmin-Transitions. Acompanharam-lhe no pódio Grega Bole e Bauke Mollema, respectivamente.
Nas classificações secundárias impuseram-se Johnny Hoogerland (montanha e metas volantes), Allan Davis (pontos) e Garmin-Transitions (equipas).

## Equipas participantes
Tomaram parte na corrida 23 equipas: os 18 de categoria UCI ProTeam (ao ser obrigada sua participação); mais 4 de categoria Profissional Continental (BMC Racing Team, Cervélo Test Team, Skil-Shimano e Vacansoleil Pro Cycling Team; e uma selecção de Polónia (com corredores de equipas dos Circuitos Continentais da UCI) baixo o nome de Team Poland Bank BGŻ. As equipas participantes foram:
| Equipes ProTeam (18)- AG2R La Mondiale - Astana - Caisse d'Épargne - Euskaltel-Euskadi - FDJ - Footon-Servetto - HTC-Columbia - Katusha - Lampre-Farnese Vini - Liquigas-Doimo - Team Milram - Omega Pharma-Lotto - Quick Step - Rabobank - Saxo Bank - Sky - Garmin-Transitions - Team RadioShack Equipes profissionais Continentais (4)- BMC Racing Team - Cervélo TestTeam - Vacansoleil - Skil-Shimano translation for headoftableIII_translate index 39 not found- Bank BGŻ |
| |

## Etapas
| Etapa | Data   | Percurso                           | type           | Distância (km) | Vencedor           | Líder geral      |
| ----- | ------ | ---------------------------------- | -------------- | -------------- | ------------------ | ---------------- |
| 1     | 1 ago. | Sochaczew – Varsóvia               | etapa plana    | 175,1          | Jacopo Guarnieri   | Jacopo Guarnieri |
| 2     | 2 ago. | Rawa Mazowiecka – Dąbrowa Górnicza | etapa plana    | 240            | André Greipel      | Allan Davis      |
| 3     | 3 ago. | Sosnowiec – Katowice               | etapa plana    | 122,1          | Yauheni Hutarovich | Allan Davis      |
| 4     | 4 ago. | Tychy – Cieszyn                    | média montanha | 177,9          | Mirco Lorenzetto   | Mirco Lorenzetto |
| 5     | 5 ago. | Jastrzębie-Zdrój – Ustroń          | alta montanha  | 149            | Daniel Martin      | Daniel Martin    |
| 6     | 6 ago. | Oświęcim – Terma Bukovina          | alta montanha  | 228,5          | Bauke Mollema      | Daniel Martin    |
| 7     | 7 ago. | Nowy Targ – Cracóvia               | média montanha | 163,9          | André Greipel      | Daniel Martin    |

## Classificações finais

### Classificação geral
| \| Classificação geral \| Classificação geral \| Classificação geral \| Classificação geral \| Classificação geral \| \| Ciclista \| Ciclista \| Equipe \| Tempo \| \| \| ------------------- \| ------------------- \| ------------------- \| ------------------- \| ------------------- \| \| 1. \| Daniel Martin \| Garmin-Transitions \| 30h38m48s \| \| \| 2. \| Grega Bole \| Lampre-Farnese Vini \| + 8s \| \| \| 3. \| Bauke Mollema \| Rabobank \| + 10s \| \| \| 4. \| Michael Albasini \| HTC-Columbia \| + 20s \| \| \| 5. \| Alessandro Ballan \| BMC Racing Team \| + 21s \| \| \| 6. \| Sylwester Szmyd \| Liquigas-Doimo \| + 26s \| \| \| 7. \| Marek Rutkiewicz \| Bank BGŻ \| + 30s \| \| \| 8. \| Diego Ulissi \| Lampre-Farnese Vini \| + 30s \| \| \| 9. \| Tom Danielson \| Garmin-Transitions \| + 33s \| \| \| 10. \| Tiago Machado \| Team RadioShack \| + 41s \| \| |                   |                     |           |
| |                   |                     |           |
| |                   |                     |           |
| Classificação geral |                   |                     |           |
| Ciclista | Ciclista          | Equipe              | Tempo     |
| 1. | Daniel Martin     | Garmin-Transitions  | 30h38m48s |
| 2. | Grega Bole        | Lampre-Farnese Vini | + 8s      |
| 3. | Bauke Mollema     | Rabobank            | + 10s     |
| 4. | Michael Albasini  | HTC-Columbia        | + 20s     |
| 5. | Alessandro Ballan | BMC Racing Team     | + 21s     |
| 6. | Sylwester Szmyd   | Liquigas-Doimo      | + 26s     |
| 7. | Marek Rutkiewicz  | Bank BGŻ            | + 30s     |
| 8. | Diego Ulissi      | Lampre-Farnese Vini | + 30s     |
| 9. | Tom Danielson     | Garmin-Transitions  | + 33s     |
| 10. | Tiago Machado     | Team RadioShack     | + 41s     |

## Evolução das classificações
| Etapa (Vencedor)               | Classificação geral Żoułta koszulka | Classificação da montanha Klasyfikacja górska | Classificação por pontos Klasyfikacja punktowa | Classificação de as metas volantes Klasyfikacja najaktywniejszych | Classificação por equipas Klasyfikacja drużynowa |
| ------------------------------ | ----------------------------------- | --------------------------------------------- | ---------------------------------------------- | ----------------------------------------------------------------- | ------------------------------------------------ |
| 1.ª etapa (Jacopo Guarnieri)   | Jacopo Guarnieri                    | Łukasz Bodnar                                 | Błażej Janiaczyk                               | Jacopo Guarnieri                                                  | Sky                                              |
| 2.ª etapa (André Greipel)      | Allan Davis                         | Marcin Sapa                                   | Błażej Janiaczyk                               | Allan Davis                                                       | Sky                                              |
| 3.ª etapa (Yauheni Hutarovich) | Allan Davis                         | Dominique Rollin                              | Błażej Janiaczyk                               | Allan Davis                                                       | Sky                                              |
| 4.ª etapa (Mirco Lorenzetto)   | Mirco Lorenzetto                    | Johnny Hoogerland                             | Błażej Janiaczyk                               | Allan Davis                                                       | Lampre-Farnese Vini                              |
| 5.ª etapa (Daniel Martin)      | Daniel Martin                       | Johnny Hoogerland                             | Błażej Janiaczyk                               | Allan Davis                                                       | Garmin-Transitions                               |
| 6.ª etapa (Bauke Mollema)      | Daniel Martin                       | Johnny Hoogerland                             | Johnny Hoogerland                              | Grega Bole                                                        | Garmin-Transitions                               |
| 7.ª etapa (André Greipel)      | Daniel Martin                       | Johnny Hoogerland                             | Johnny Hoogerland                              | Allan Davis                                                       | Garmin-Transitions                               |
| Final                          | Daniel Martin                       | Johnny Hoogerland                             | Johnny Hoogerland                              | Allan Davis                                                       | Garmin-Transitions                               |